# یابووو
یابووو (به لاتین: Jabłów) یک روستا در لهستان است که در گمینا ستاره بوگاچوویتسه واقع شده‌است.